# Сювяоя
Сювяоя — река в России, протекает по Калевальскому району Карелии. Впадает в озеро Большое Шуоярви, из которого вытекает река Шуо. Длина реки составляет 12 км.
Высота устья — 117,2 м над уровнем моря.
Левый приток — Шарикоя.

## Данные водного реестра
По данным государственного водного реестра России относится к Баренцево-Беломорскому бассейновому округу, водохозяйственный участок реки — Кемь от Кривопорожского гидроузла и до устья. Речной бассейн реки — бассейны рек Кольского полуострова и Карелии, впадает в Белое море.
Код объекта в государственном водном реестре — 02020001012102000004603.